# Eisai Myōan
Eisai Myōan (jap. 明菴栄西 Myōan Eisai; ur. 27 maja 1141, zm. 1 sierpnia 1215) – mnich buddyjski, który przyniósł buddyzm rinzai zen oraz zieloną herbatę z Chin do Japonii. Znany też jako Eisai Zenji (栄西禅師), czyli "Mistrz zen Eisai". Jego imię pośmiertne Senkō Kokushi oznacza "Nauczyciel Narodu".

## Życiorys
Urodzony w prowincji Bitchū (dzisiaj prefektura Okayama). Jego rodzina była poważana w okolicy, jego ojciec podobno był związany z chramem shintō Kibitsu-jinja i studiował w świątyni sekty Tendai.
Dzięki wysokiej inteligencji Eisai rozpoczął swoje studia w pobliskiej świątyni An'yō-ji już w wieku 11 lat. Tam studiował u mnicha imieniem Joshin, mocno związanego z tradycją tantryczną. Po dwóch latach, w 1154 powędrował na górę Hiei, gdzie uzyskał status mnicha.
Po kilkunastu latach, przekonany, że japoński buddyzm wymaga reform, w 1168 po raz pierwszy wyjechał do Chin do siedziby szkoły Tiantai (jap. Tendai), gdzie zetknął się z ideami buddyzmu chan, później znanego w Japonii jako zen. Spędził wtedy tylko 6 miesięcy w Chinach, jednak w 1187 powrócił, aby zostać uczniem mistrza Xu’ana Huaichanga ze szkoły chan huanglongzong, u którego złożył ślubowania bodhisattwy.
Po uzyskaniu inka-shōmei u tego mistrza powrócił do Japonii w 1191, przywożąc teksty zen i sadzonki herbaty. Założył Hōon-ji na wyspie Kiusiu, pierwszą japońską świątynię zen. Tak oddalone od centrów religijnych Japonii miejsce było wybrane specjalnie, aby uniknąć konfliktów ze szkołą Tendai.
Przy okazji, wierząc w dobroczynną moc herbaty eksperymentował z różnymi metodami jej uprawy i rodzajami sadzonek. Napisał też tekst pt. "Kissa yōjōki" ("Zapiski o piciu herbaty dla zdrowia"), w którym argumentował:
W wielkim kraju Chin piją herbatę, przez co nie mają kłopotów z sercem i żyją długo. Nasz kraj jest pełen chorych, słabowitych ludzi po prostu dlatego, że nie pijemy tego napoju. (...) Kiedy całe ciało czuje się słabo, to znak, że serce potrzebuje wsparcia. Pij dużo herbaty, a twoja energia będzie odbudowana.
Eisai z rozwagą propagował zen, starając się uszanować zarówno zwolenników szkoły Tendai, jak i dwór cesarski, dyplomatycznie manewrując wśród nich. Jego metody nauczania nie podobały się jednak tradycyjnym szkołom buddyzmu, takim jak Tendai, Shingon i buddyzm Czystej Krainy. W 1199 udał się do Kamakury, gdzie siogun i kasta samurajów entuzjastycznie powitali dobrze pasujące do sztuk walk techniki zen. Masako Hōjō, wdowa po Yoritomo Minamoto (1147–1199), pierwszym z siogunów okresu Kamakura (1185–1333), pozwoliła mu zbudować świątynię Jufuku-ji, pierwszy ośrodek zen w Kamakurze. Eisai podróżował często między Kamakurą i Kioto i mimo oporu tradycjonalistów udało mu się założyć w Kioto w 1205 świątynię Kennin-ji, której został opatem.
Zmarł w 1215 w wieku 75 lat. Jego uczeń Dōgen był jednym z największych mistrzów zen w historii, założycielem szkoły sōtō.

## Linia przekazu Dharmy
Pierwsza liczba oznacza liczbę pokoleń mistrzów od 1 Patriarchy indyjskiego Mahakaśjapy.
Druga liczba oznacza liczbę pokoleń od 28/1 Bodhidharmy, 28 Patriarchy Indii i 1 Patriarchy Chin.
Trzecia liczba oznacza początek nowej linii przekazu w danym kraju.
- 38/11. Linji Yixuan (zm. 867) szkoła linji
  - 39/12. Xinghua Cunjiang (830-925)
    - 40/13. Nanyuan Huiyong (Paiying) (860-930)
      - 41/14. Fengxue Yanzhao (896-973)
        - 42/15. Shoushan Xingnian (926-993)
          - 43/16. Fenyang Shanzhao (947-1024)
            - 44/17. Shishuang Chuyuan (Zhiming Chuyuan) (968-1039)
              - 45/18. Yanggi Fanghui (992-1049) szkoła yangqi
              - 45/18. Huanglong Huinan (1002–1069) szkoła huanglong
                - 46/19. Xuefeng Daoyuan (bd)
                - 46/19. Yungai Shouzhi (1025–1115)
                - 46/19. Letan Kewen (1025–1102) (także Baofeng)
                  - 47/20. Juefan Huihong (1071–1128)
                  - 47/20. Doushuai Congyue (1044–1091)

                - 46/19. Zhaoxue Changzong (1025–1091) (także jako Donglin)
                  - 47/20. Dongpo Jushi (1036–1101) (poeta, znany jako Su Dongpo)

                - 46/19. ?
                  - 47/20. Chantang Wenzhu (1066–1115)

                - 46/19. ?
                  - 47/20. Changling Shouzhou (1065–1123)

                - 46/19. Huitang Zuxin (1024–1100)
                  - 47/20. Huanglong Shixin (zm. 1139)
                  - 47/20. Sixin Wuxin (1044–1115)
                    - 48/21. Linguan Weiqing (zm. 1117)
                      - 49/22. Changling Shouzhuo (ok. 1060–1130)
                        - 50/23. Wushi Jiechen (ok. 1080–1150)
                          - 51/24. Xinwen Tanbi (Tanfen?) (ok. 1100–1170)
                            - 52/25. Xue’an Zongjin (ok. 1115–1185)
                              - 53/26. Xu’an Huaichang (ok. 1125–1195)
                                - 54/27/1. Eisai Myōan (1141–1225) Japonia. Szkoła rinzai.
                                  - 55/28/2.. Ryōnen Myōzen (1184–1225) nauczyciel Dōgena Kigena
                                  - 55/28/2.. Taikō Gyōyū (1162–1241)
                                  - 55/28/2.. Shakuen Eichō (zm. 1247)
                                    - 56/28/3.. Zōsō Rōyo (1193–1276)
                                      - 57/29/4.. Jakuan Jōshō (1229–1316)
                                        - 58/30/5.. Ryūzan Tokken (1284–1358)